# Paróquia Cristo Rei de Uberlândia
A Paróquia Cristo Rei é uma circunscrição eclesiástica católica, pertencente à Diocese de Uberlândia. Foi fundada em 8 de fevereiro de 1998 por Dom José Alberto Moura. Está localizada no Alvorada, Zona Leste de Uberlândia.
- Administrador Paroquial: Pe. Aguimar Vieira de Queiroz

- Antigos Padres Administradores: Joaquim da Costa Porto / Juvandir Mineiro de Araújo